# Karita Mattila
Karita Mattila (Somero, Finlândia, 5 de setembro de 1960) é uma soprano e atriz finlandesa.

## Carreira
Nascida em Somero, Finlândia, Mattila se formou em 1983 na Sibelius Academy em Helsinque, onde estudou canto com Liisa Linko-Malmio. Ela então continuou seus estudos com Vera Rózsa em Londres.
Também em 1983, Mattila ganhou o primeiro Cardiff Singer of the World Competition. Em 1985, ela fez sua Royal Opera House.
Em 2001, o The New York Times escolheu Karita Mattila como a melhor cantora do ano por sua atuação em Fidelio no Metropolitan Opera, e no mesmo ano ela foi indicada para o prêmio Laurence Olivier de "Outstanding Achievement in Opera".
As apresentações de Mattila em Nova York em Salome e subsequente Káťa Kabanová em 2004 inspiraram a imprensa de Nova York a escrever: "Quando a história da Metropolitan Opera por volta do milênio for escrita, Karita Mattila merecerá seu próprio capítulo."
Em 2005, ela foi nomeada Música do Ano de 2005 pela Musical America, que a descreve como "a atriz cantora mais eletrizante de nossos dias, o tipo de artista que renova uma forma de arte envelhecida e leva o público ao frenesi". A BBC Music Magazine nomeou Mattila como uma das 20 melhores sopranos da era gravada em 2007.
O público mundial viu Mattila em Manon Lescaut ao vivo nos cinemas em 2008. Salome e Tosca do Metropolitan foram vistos ao vivo em alta definição em 2008 e 2009, respectivamente.
Em 2010, na Opéra National de Lyon, Mattila criou o papel de Émilie du Châtelet no monodrama Émilie, de Kaija Saariaho, dedicado a ela.
Em 2020, Mattila fez uma paródia de si mesma como uma diva da ópera presa na Finlândia, na nova ópera cômica Covid fan tutte.

## Gravações

### Recitais solo
- Arias & Scenes (Erato) cond. Yutaka Sado; Queen of Spades, Jenufa, Elektra.
- German Romantic Arias (Erato), Staatskapelle Dresden, cond. Sir Colin Davis; Beethoven, Weber.

Lieder
- Strauss: Orchestral Songs; Four Last Songs (DG)
- Strauss: Orchestral Songs (Sony Music Entertainment)
- Strauss: Hölderlin Lieder (Sony Music Entertainment)
- Sibelius Songs (Ondine)
- Grieg and Sibelius Songs (Erato)
- Lollipops; Canteloube, Villa-Lobos (Philips)
- Sydän Suomessa – From the Heart of Finland (Ondine), 1996, recital with Ilmo Ranta (piano); songs by Toivo Kuula, Oskar Merikanto, Erkki Melartin, Yrjö Kilpinen and folk songs.[5]
- Wild Rose (Ondine) with Ilmo Ranta. Lieder by Beethoven, Brahms, Schubert, Schumann, Mahler.
- Modern Portrait (Warner/Finlandia), 1995. Paul Hindemith Das Marienleben, song cycle for soprano & piano, Op. 27; Aulis Sallinen Dream Songs; Mikko Heinio song cycle Vuelo de Alambre

Ao vivo
- Karita Live! (Ondine) cond. Jukka Pekka Saraste; Wagner, Verdi, Strauss, Gershwin
- Helsinki Recital (Ondine), Martin Katz (piano); Duparc, Kaija Saariaho Quatre instants, Rachmaninov, Dvořák Gypsy songs.

'Compilações
- Excellence – The Artistry of Karita Mattila (Ondine)

### Óperas completas
- Salome (Sony Music Entertainment)
- Káťa Kabanová (Fra Musica)
- Tosca (Virgin)
- Manon Lescaut (EMI Classics)
- Don Carlos (EMI Classics)
- Fidelio (DG)
- Die Meistersinger (Decca, DG)
- Simon Boccanegra (TDK)
- Jenůfa (Erato)
- Le nozze di Figaro (Sony Music Entertainment)
- Così fan tutte (Philips)
- Don Giovanni (Philips)
- Fierrabras (DG)
- Der Freischütz (Decca)
- Scenes from Goethe's Faust (Sony Music Entertainment)

### Obras sinfônicas
- Mozart: Requiem (DG)
- Beethoven: Symphony no. 9 (DG)
- Shostakovich: Symphony no. 14 (EMI Classics)
- Schoenberg: Gurrelieder (EMI Classics)
- Bernstein: Symphony no. 3 (Erato)
- Sibelius: Kullervo (BIS)
- Mendelssohn: Symphony no. 2 (DG)
- Schubert: Mass in E flat major; Mozart: Aria of the Angel, Laudate dominum (DG)

### Música popular
- Fever (Ondine)
- Best of Evergreens (Ondine)
- Karita's Christmas (Ondine)
- Songs To The Sea; Popular Melodies by Lasse Mårtenson (2001)

### DVDs
- James Levine's 25th Anniversary Metropolitan Opera Gala (1996), Deutsche Grammophon DVD, B0004602-09